# Quinto Valerio Sorano
Quinto Valerio Sorano (en latín, Quintus Valerius Soranus; región de Sora, 140 o 130 a. C.-Sicilia, 82 a. C.) fue un poeta latino, gramático y tribuno de la plebe de la República romana. Era amigo de Cicerón y Varrón; eminente político, mencionado por Cicerón como un gran conocedor de la cultura griega y latina. Su ferviente vinculación al partido mariano, principal opositor de la dictadura silana, sería la causa política que lo llevaría a su muerte.
Su producción literaria se desenvolvía en la teología romana, como el carácter sexual de los dioses o el de su numen. Es en uno de sus libros titulado Εποπτιδες (Epoptidon), traducido como «Los iniciados»; que según otros autores latinos como Servio y Plinio, Sorano se atrevió a revelar el denominado nombre secreto de Roma o identidad secreta del arcano de Roma. Lo cual estaba prohibido a muerte por parte de la República desde su fundación, con el fin de evitar rituales de invocación por parte de los enemigos de Roma, o aprovechado para fines políticos como el caso de Valerio Sorano, ya que luego fue declarado traidor y condenado a la crucifixión por Sila. Lo más probable fue que huyera a Sicilia, donde fue ejecutado a manos del general Pompeyo, enviado por el dictador.